# Ісая Копинський
Іса́я Копи́нський  (2-га половина XVI ст. — 5 жовтня 1640, Київ) — український церковний діяч, Митрополит Київський і всієї Русі.

## Життєпис
Походив з української шляхти. Народився у шляхетській родині в Підляшші (с. Копин, нині на території Польщі), по інших даних — у Галичині.
Навчався у Львівській братській школі. Був ченцем Києво-Печерської Лаври, згодом — ігуменом Межигірського Києво-Братського монастиря.
На початку 17 ст. (до 1612—1614 рр.) на запрошення князя Михайла Вишневецького заснував Густинський Троїцький монастир (поблизу Прилук Чернігівської області), а в 1619 р. — Мгарський Спасо-Преображенський монастир (в с. Мгар Лубенського району Полтавської області). У 1615 р. став одним із організаторів Київської братської школи.
В 1620 р. при відновленні православної Київської митрополії був висвячений патріархом Єрусалимським Теофаном на кафедру Перемишльського і Самбірського православного єпископа.
З 1628 р. був призначений архієпископом Смоленським і Чернігівським.
Наказом для парафіяльних священників від 1631 року велів відлучати від церкви тих парафіян, котрі живуть без церковного шлюбу.
Київський митрополит Іов Борецький вказав на архимандрита Печерської Лаври Петра Могилу, як найвідповіднішого кандидата в свої наступники. Але після смерті Іова в березні 1631 року єпископи обрали митрополитом Київським, Галицьким та всієї Руси Ісая. Він приступив до служіння без згоди короля, що стало можливим за підтримки козаків та київського православного братства. Братство було зле на Петра Могилу за те, що він організував богословську школу в Лаврі, окремо від братської.
Після легалізації православної церкви у Речі Посполитій (постанова польського сейму «Про заспокоєння громадян… релігії грецької», 1632 року) уступив митрополичу кафедру Петру Могилі.
До 1635 р. перебував у Києво-Михайлівському Золотоверхому монастирі, пізніше жив на Поліссі, підтримував зв'язки з монастирями Полтавщини.
Наприкінці 1630 років Копинський, ставши противником церковної політики П. Могили, спрямованої на утвердження українського патріархату, виступав за перехід української церкви під юрисдикцію Московської Патріархії.
Помер у Ніжині, був похований у Києво-Печерській лаврі.

## Доробок
Копинський є автором популярної праці «Алфавіт духовний». У ній він обстоює думку, що пізнанню Бога має передувати самопізнання, яке потенційно переходить до «умного дѣлания», що передбачає «аскетичне самозречення, очищення і просвітлення розуму, самозаглиблення аж до набуття божественної благодаті, пізнання і блаженне містичне єднання з Богом».